# Berlin – 0:00 bis 24:00
Berlin – 0:00 bis 24:00 war der Titel einer dreizehnteiligen Fernsehserie, die 1975 im ZDF ausgestrahlt wurde. Gezeigt wurden Geschichten aus dem Berliner Alltagsleben der 1970er Jahre, verkörpert von Schauspielern wie Harald Juhnke, Claus Biederstaedt, Elisabeth Volkmann, Judy Winter, Wolfgang Spier und Rudolf Platte. Die Handlung aller Folgen wurde von wechselnden Autoren und Regisseuren geschrieben und inszeniert, wobei jede Folge eine abgeschlossene, voneinander unabhängige Handlung hatte. Die letzte Folge wurde am 4. Dezember 1975 ausgestrahlt. Der Sendetermin war jeweils donnerstags um 18:20 Uhr.